# Billy James Pettis
Billy James Pettis (* 1913; † 14. April 1979) war ein US-amerikanischer Mathematiker.
Billy James Pettis wuchs in Spartanburg, South Carolina, auf. 1932 erlangte er den Master-of-Arts-Abschluss an der University of North Carolina, 1937 wurde er an der University of Virginia mit der Dissertation Integration in Vector Spaces unter der Anleitung von Edward McShane promoviert.
Nach Aufenthalten an der University of Virginia (1937–1938), an der Yale University (1938–1939) und an der Harvard University (1939–1941) trat er freiwillig der US Army bei.
Anschließend wandte Pettis sich wieder der Mathematik zu, er lehrte an der Yale University (1945–1947), Tulane University (1947–1957) und wechselte schließlich zur University of North Carolina, wo er bis zu seinem Tode blieb.
Sein Hauptarbeitsgebiet war die Funktionalanalysis, hier sind besonders der Messbarkeitssatz von Pettis, der Satz von Orlicz-Pettis, der Satz von Dunford-Pettis, die Dunford-Pettis-Eigenschaft und das Pettis-Integral hervorzuheben. Er forschte über den Satz vom abgeschlossenen Graphen und den Satz über die offene Abbildung in gewissen topologischen Vektorräumen. Der Satz von Milman wurde unabhängig auch von Pettis bewiesen, weshalb man oft auch vom Satz von Milman-Pettis spricht.
Die University of North Carolina hatte für den 17.–19. Mai 1979 eine Konferenz Integration, Topology, and Geometry in Linear Spaces geplant, die mit Pettis’ Emeritierung zusammenfallen sollte. Wenige Wochen vorher erlag er einem Krebsleiden. Der Tagungsband wurde Billy James Pettis gewidmet.